# Tuftsin
Tuftsin ist ein Peptid, das aus den Aminosäuren Threonin, Lysin, Prolin, Arginin (Thr-Lys-Pro-Arg) besteht. Es ist ein Gewebshormon der Phagozytose.

## Funktion
Tuftsin ist als Botenstoff verantwortlich für die Chemotaxis, die Phagozytose und den oxidativen Burst der neutrophilen Granulozyten und Makrophagen. Es ist ein endogenes Adjuvans. Des Weiteren hat Tuftsin einen Einfluss auf die Bildung von Antikörpern.
Granulozyten und Makrophagen, beziehungsweise Monozyten, haben an ihrer Oberfläche Rezeptoren für Tuftsin. Entsprechend modifiziertes Tuftsin kann daher als Target für die Bildgebung von Entzündungen verwendet werden.
Der Einsatz von Tuftsin in der Immuntherapie wird von verschiedenen Autoren diskutiert.
Ein Antagonist von Tuftsin ist das Pentapeptid Thr-Lys-Pro-Pro-Arg, das an die gleichen Rezeptoren der neutrophilen Granulozyten oder Makrophagen, beziehungsweise Monozyten, wie Tuftsin bindet, aber nicht die stimulierende Wirkung entfaltet.

## Produktion im menschlichen Körper
Die Thr-Lys-Pro-Arg-Sequenz ist Bestandteil von Immunglobulin G (IgG). Tuftsin entsteht in der Milz durch proteolytische Spaltung der schweren Kette von IgG in der Position 289 und 292.
Das in der Milz vorhandene Enzym Tuftsin-Endocarboxypeptidase spaltet IgG so, dass zunächst die Carboxy-Seite des Tuftsins freigelegt wird. Danach bindet das Fragment über den Tuftsin-Rezeptor an das Carrier-Molekül Leukokinin von neutrophilen Granulozyten oder Monozyten, beziehungsweise Makrophagen. Schließlich wird das Fragment durch das Membranenzym Leukokininase in das Tetrapeptid Tuftsin gespalten, das dann seine volle biologische Aktivität entfalten kann.
Nach einer operativen Entfernung der Milz (Splenektomie) kommt es zu einer Tuftsin-Defizienz. Dies ist eine Verringerung der chemotaktischen und phagozytären Aktivität der neutrophilen Granulozyten. Die Tuftsin-Defizienz äußert sich in einer erhöhten Anfälligkeit gegenüber bestimmten Infektionskrankheiten.

## Entdeckung
V. Najjar und K. Nishioka entdeckten 1970 gemeinsam das Tuftsin. Sie benannten das Oligopeptid nach der Tufts University in Medford (Massachusetts), einem Vorort von Boston, wo sie das Tuftsin entdeckten.